# Tioga (Dakota del Norte)
Tioga es una ciudad ubicada en el condado de Williams en el estado estadounidense de Dakota del Norte. En el censo de 2010 tenía una población de 1230 habitantes y una densidad poblacional de 341,66 personas por km².

## Geografía
Tioga se encuentra ubicada en las coordenadas 48°23′54″N 102°56′19″O / 48.39833, -102.93861. Según la Oficina del Censo de los Estados Unidos, Tioga tiene una superficie total de 3.6 km², de la cual 3.4 km² corresponden a tierra firme y (5.61%) 0.2 km² es agua.

## Demografía
Según el censo de 2010, había 1230 personas residiendo en Tioga. La densidad de población era de 341,66 hab./km². De los 1230 habitantes, Tioga estaba compuesto por el 96.91% blancos, el 0.08% eran afroamericanos, el 0.49% eran amerindios, el 0.57% eran asiáticos, el 0.08% eran isleños del Pacífico, el 0.16% eran de otras razas y el 1.71% pertenecían a dos o más razas. Del total de la población el 0.65% eran hispanos o latinos de cualquier raza.